# Bredband2
Bredband2 är en svensk internetleverantör av bredbandstjänster, telefoni, säkerhetspaket och datacenter. Bolaget riktar sig till både privat- och företagskunder samt bostadsrättsföreningar. 
Sedan 2020 är Bredband2 Sveriges tredje största fiberleverantör med cirka 500 000 kunder och är en av de ledande internetleverantörerna inom öppna stadsnät i Sverige på över 150 orter. Bolaget har kontor i Malmö, Umeå och Stockholm.  
Bredband2 fokuserar på fiberteknik och är IPv6-kompatibel via 6to4-tunnel sedan 16 mars 2011.
Aktien handlas på Nasdaq OMX Stockholm, First North under kortnamnet BRE2 och de har cirka 8300 aktieägare.

## Historia
Företagets resa började med olika IT-relaterade verksamheter i ett litet kontor i Umeå 1989 och hade diverse olika verksamheter fram till 2000-talet då man under namnet SkyCom började fokusera på bredbandstjänster. Några år senare, 2005, hade man 10 000 kunder.
2006 köpte SkyCom upp ett fåtal andra varumärken, bland annat Bredband2. Året efter flyttade bolaget till Malmö där det tog sin nuvarande form. Alla andra varumärken, såsom ABC Bredband och SkyCom Bredband, togs bort och samlades under namnet Bredband2.
År 2012 byggde Bredband2 datacentret Marinen i Malmö. Datacentret har en yta på 1300 kvadratmeter.
Bredband2 blev under 2017 den första och enda operatören i Sverige att leverera en snitthastighet på 100 Mbit/s till sina kunder, enligt Internetstiftelsens rapport med samlad statistik från Bredbandskollen. 
År 2020 förvärvade Bredband2 tjänsteleverantören A3 och dess undervarumärke Universal Telecom. Därmed blev Bredband2 Sveriges tredje största fiberleverantör.  
År 2021 förvärvade Bredband2 samtliga 20 000 privatkunder från tjänsteleverantören TH1NG. 
År 2024 förvärvade Bredband2 Stockholms Stadsnät AB med ca 40 000 privatkunder via fiber i exklusiva nät samt ett antal företagskunder. Senare under året förvärvade bolaget även Bredbandsson AB med ca 7500 privatkunder via fiber och ett antal företagskunder.

## Produkter och tjänster
Utöver bredbandstjänster tillhandahåller Bredband2 routertjänster, mobiltelefoni, IP-telefoni, mobilt bredband, antiviruspaket och TV-tjänster för privatmarknaden. 
För företag har Bredband2 ytterligare tjänster som företagsnätverk, trådlöst nätverk, VPN-tjänster, IT-säkerhetslösningar, datacenter, redundant uppkoppling samt växel- och IP-telefoni.

## Podcast
Bredband2 producerade år 2019-2024 podcasten Bli säker-podden tillsammans med företaget Nikka Systems. Podcasten diskuterade dagens IT-säkerhetsutmaningar varvat med de senaste säkerhetsnyheterna och lyssnarnas frågor. Sedan podcasten lanserades 2019 laddades över 200 000 avsnitt ned. 